# Hermann I. (Werl)
Hermann I. († um 985) war Graf von Werl. Verheiratet war er mit der Königstochter Gerberga von Burgund und hat wohl eine zeitweise bedeutende Rolle in der Reichspolitik gespielt.

## Leben
Hermann ist der erste Vertreter des Hauses Werl, zu dem einige gesicherte Daten vorliegen. Unklar ist weiterhin, ob ein bei Meschede lokalisierter Hermann in der Zeit um 913 sein Großvater und ein 947 sowie 955 genannter Heinrich sein Vater war. Möglicherweise war ein Bernhard mit Grafenrechten am Hellweg und in Nordwestfalen sein Bruder.
Aber auch für Hermann I. ist die Überlieferung spärlich. Schon zu seiner Zeit dürften die Grafen von Werl Vögte des Klosters Werden gewesen sein. Wie seine Vorgänger war er Vogt des Stifts Meschede. Auch hatte Hermann seinen Sitz bereits bei Werl. Es existiert nur eine Urkunde, in der er direkte Erwähnung findet. Dabei handelt es sich um eine Urkunde von Otto II. vom 25. März 978. In den Regesta imperii heißt es: Otto schenkt über Bitten seiner Gemahlin Theophanu der Abtissin Thiezswid von Meschede den Hof Völlinghausen im Gau Engern in der Grafschaft Hermanns samt Zubehör (nos ob dilectissimae contectalis nostrae Theuphanu rogatum atque per eius precativam exhortationem venerandae probitatis abbatissae Thiezsuuid nominatę quandam curtem Folkgeldinghuson nuncupatum in pago Angeron in comitatu Heremanni comitis sitam donasse in proprium …)
Er war Parteigänger des Kaisers. Die Schenkung des Hofes in Völlinghausen an das Hauskloster der Werler dürfte eine Belohnung für Hermanns Unterstützung beim Sieg über den Bayernherzog Heinrich der Zänker gewesen sein.
Er war wahrscheinlich auf dem Hoftag in Dortmund 978 anwesend, wo es zwischen Kaiser Otto II. und seiner Mutter Adelheid zum Konflikt gekommen war, in deren Verlauf Adelheid den kaiserlichen Hof verließ und an den Hof ihres Bruders Konrad III. von Burgund ging. Etwa in dieser Zeit ist auch Hermann in Kontakt zum burgundischen Hof getreten. Möglicherweise hat er im kaiserlichen Auftrag die Kaisermutter dorthin begleitet. Diese Beziehung führten um 978/79 zur Heirat mit einer Tochter des burgundischen Königs mit Namen Gerberga. Die Heirat ist allerdings nur durch etwas spätere indirekte Quellen insbesondere die Quedlinburger Annalen gesichert. Der etwas später schreibenden Annalista Saxo hat den Text etwas später leicht verfälschend und damit sinnentstellend wiedergegeben. An der Ehe zwischen Hermann und Gerberga hat die heutige Forschung keinen Zweifel.
Durch die Ehe wurde Hermann Schwager von Heinrich dem Zänker und trat in familiäre Beziehungen mit dem ottonischen Haus. Aus der Ehe hervorgingen Hermann II., Bernhard von Werl und Rudolf von Werl. Eine Tochter Hitda oder Ida wurde später Äbtissin des Stift Meschede. Möglicherweise war diese es, die dem Stift bei ihrem Amtsantritt kostbare Geschenke, darunter den Hitda-Codex, machte.
Hermann wird mit demjenigen Grafen Hermann gleichgesetzt, der 983 mit Otto II. in Italien war. Nach dessen Tod war dieser als Vermittler tätig. Dabei gelang es, den Streit innerhalb der kaiserlichen Familie mit Heinrich dem Zänkerer zu schlichten. Für die Identität Hermanns mit dem gleichnamigen Grafen spricht unter anderem, dass der Kaiserhof im August 985 in Soest, also in der Nähe Werls, weilte. Von dort aus zog der Hof nach Wiedenbrück, wo Otto III. auf Betreiben der Kaiserinwitwe Theophanu dem Stift Meschede die bisherigen Privilegien bestätigte. Dies lässt sich als Dank für Hermanns Leistungen in kaiserlichen Diensten deuten. Weil Hermann in der entsprechenden Urkunde nicht namentlich als Vogt genannt wurde und Vorsorge für eine Vogtswahl getroffen wurde, ist davon auszugehen, dass Hermann kurz vorher verstorben ist. Nach dem Tod Hermanns heiratete Gerberga spätestens 988 Hermann II. von Schwaben.